# Patrick Le Quément
Patrick Le Quément, född 4 februari 1945 i Marseille är en fransk bildesigner.
Le Quément studerade industridesign i Storbritannien. Efter examen arbetade han för biltillverkare som Simca och Ford Europe, innan han blev chefsdesigner för Renault.
Efter pensionen från Renault har han arbetat med att designa yachter.